# Седляк Людвиг
Людвік Седлак, чеськ. Ludvík Sedlák (*? — †1887) — церковний композитор, диригент і педагог чеського походження. З 1854 року — диригент хору в греко-католицькому кафедральному соборі у Перемишлі (зараз Польська Республіка) та учитель співу в місцевих школах, зокрема, у 1852–1859 роках учитель гри на скрипці українського композитора Анатоля Вахнянина (*1841—†1908). Серед його учнів був також український хоровий диригент Осип Вітошинський (*1838—†1901). Автор «Літургії» та пісень,зокрема, «Алілуя», «Милость мира» і «Свят». Помер у Перемишлі.